# Peter Behrens (építész)
Peter Behrens (Hamburg, 1868. április 14. – Berlin,  1940. február 27.) német művész, a festészettől jutott el az építészetig, a tervezés, valamint az Arts and Crafts mozgalom útján.A kor hasonló jelentőségű építészeivel szemben (Le Corbusier vagy Mies van der Rohe) klasszikus szemlélete miatt nem használt olyan kötetlen tervezési módszereket. Üvegtárgyakat is tervezett.

## Életpályája
Alapító tagja volt a müncheni Vereinigte Werkstátten műhelycsoportnak, üvegtárgyakat tervezett. Első épülete, az 1901-es darmstadti lakóház", racionális jellegén kívül Henry van de Velde és Charles Rennie Mackintosh hatásáról árulkodik. 1907-ben a német AEG (Allgemeine Elektricitáts-Gesellschaft) formatervezője és építésze lett. Kötelezettségei kis- és nagyléptékű feladatokra terjedtek ki, gyáraktól az elektromos termékekig, beleértve a lámpákat és a tűzhelyeket is. Funkcionálisan megoldott AEG turbinaüzeménél (Berlin, 1908-1909) hatalmas tér áthidalására alkalmazta az acélt és üveget és az acélteget és ; ezzel elősegítette, hogy az építészek a múlt dekoratív stílusaitól felszabaduljanak.
1914 után expresszionista épületeket tervezett, a Höchst am Main-i festőműhelynél (1920-25) acélvázas szerkezetet téglával töltött ki. A tekintéIyes hivatalokhoz egyfajta klasszikus stílust alkalmazott (Düsseldorf, Mannesmann gyár épületei, 1913-23). Az Állami Dohányigazgatóság (Ausztria, Linz, 1930) már a nemzetközi stílus példája. Az üveg és az acél építészeti hasznosításában úttörő volt, arányérzéke viszont lényegében klasszikus. Ez utóbbit példázza a Schlachtensee melletti vidéki ház tömör szerkezeti falaival (1920, Berlin) és a Taunus hegységben épült luxusvilla (1932, Frankfurt am Main szomszédságában). Klasszikus szemlélete miatt nem használt olyan kötetlen tervezési módszereket, mint Le Corbusier vagy Mies van der Rohe.